# Coeloceras
Vermiceras – rodzaj głowonogów z wymarłej podgromady amonitów, z rzędu Ammonitida.
Żył w okresie późnej jury (pliensbach).